# جوناثان فرنانديز
جوناثان فرنانديز (بالإنجليزية: Jonathan Fernandez)‏ هو منتج أفلام وكاتب أمريكي، ولد في 19 سبتمبر 1984.

## روابط خارجية
- جوناثان فرنانديز على موقع IMDb (الإنجليزية)
- جوناثان فرنانديز على موقع قاعدة بيانات الفيلم (الإنجليزية)